# Lagascalia
Lagascalia, es una revista científica internacional de Botánica editada por el Departamento de Biología Vegetal y Ecología de la Universidad de Sevilla, con periodicidad anual, y dedicada a la publicación de trabajos inéditos originales sobre plantas vasculares, preferentemente de la Región Mediterránea.
Lagascalia incluye artículos científicos y series. Se publican como artículos científicos los resultados completos de un trabajo de investigación y tendrán una extensión de 2 páginas impresas como mínimo y un máximo de 20 páginas, incluyendo figuras y cuadros a excepción de revisiones y monografías taxonómicas cuya extensión quedará a juicio de los editores. Las series incluyen “Números cromosómicos para la Flora española” y “Notas taxonómicas y corológicas para la flora de la península ibérica y el Maghreb”.